# Parafia św. Józefa w Trzcieńcu
Parafia św. Józefa w Trzcieńcu − parafia rzymskokatolicka znajdująca się w archidiecezji lwowskiej w dekanacie Mościska.